# 神戸人形
神戸人形（こうべにんぎょう）とは、明治中頃発祥とされる木製のからくり人形で、兵庫県神戸市の郷土玩具である。

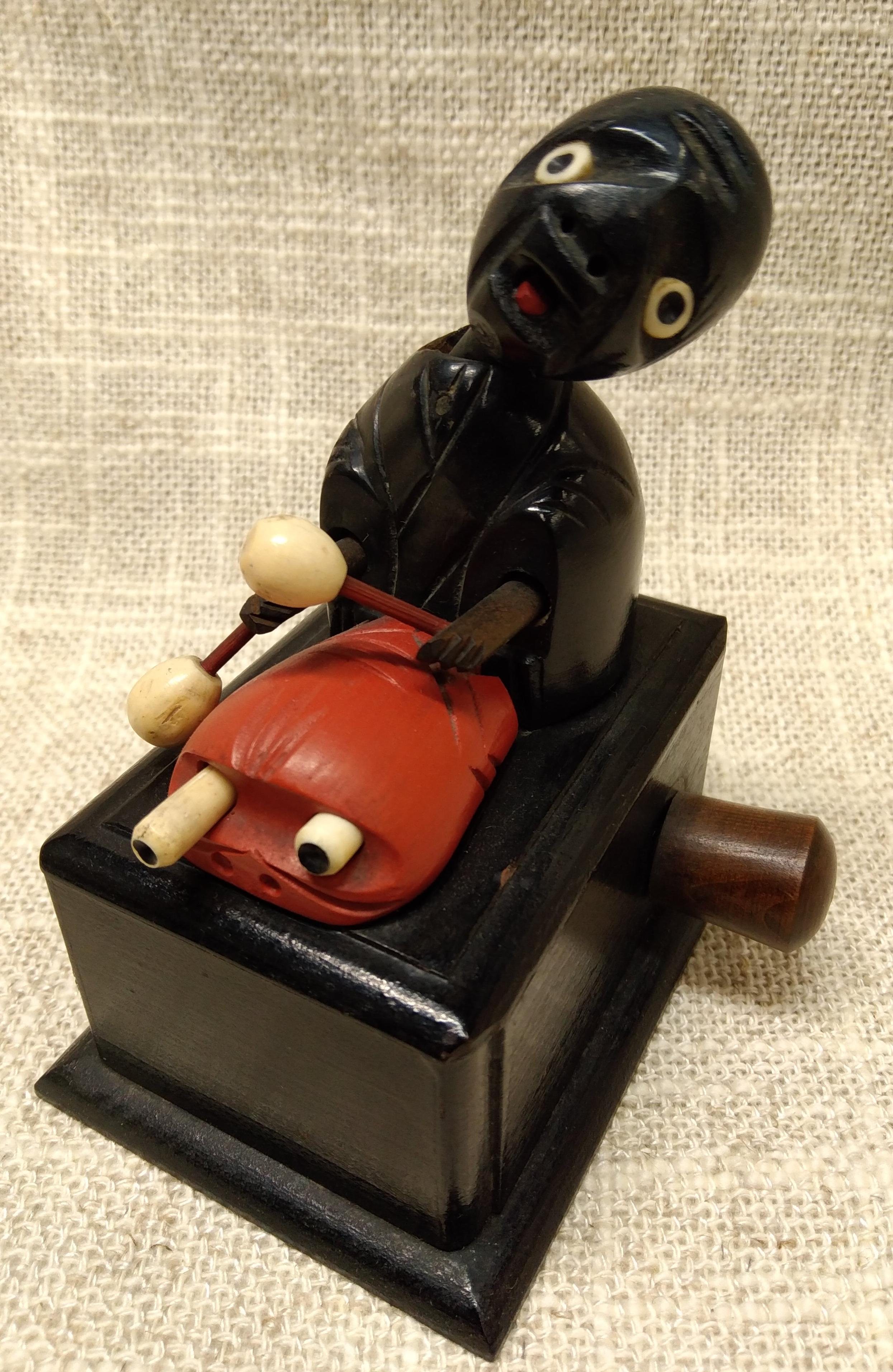
小田太四郎の戦前作の神戸人形。

おおむね小さな箱の上に人形が乗っており、箱の横についたつまみを回すと、盃や西瓜などを持った腕が動き口を開閉したり首を前後に動かしたり、様々な動きをする。

## 概要
神戸人形は、明治中頃に現在の神戸市で作られはじめた。創始はろくろ首や三つ目の人形を好んで作った野口百鬼堂（後述）と言われているが詳細は不明で、淡路島の人形浄瑠璃の人形師だった中村某、あるいは芝居小屋の小道具師だった「長田の春さん」が作り始めたという伝承もある。
大正から昭和初期に、主に外国人観光客向けに作成され、ユニークな動きと繊細な仕掛けから土産物として好まれた。
いつ頃から黒く塗られていた物があったかは定かではないが、昭和になるとほとんどの作品が黒で塗られるようになり、神戸人形の名が定着した。
1929年（昭和4年）には、神戸を訪れた昭和天皇に献上した記録も残っている。
太平洋戦争後、小田太四郎の死去により制作が途絶えたが、神戸人形廃絶を惜しむ神戸市立南蛮美術館館長の荒尾親成や郷土玩具愛好家の加藤盛男らの協力で1953年（昭和28年）より数岡雅敦が再現に取り組み再び制作が始まる。復興後も細々と作られるだけであったが、昭和40年代に民芸ブームを背景に郷土玩具の愛好家に知られるようになり、地元の新聞やテレビでも取り上げられた。さらに1981年（昭和56年）の神戸ポートアイランド博覧会に出品されたことで脚光を浴び、1990年代までは製造が続けられていた。
しかし、阪神・淡路大震災の影響で製造業者が減少し、製作者が死去したことで製造が中断した。
2003年に、姫路市の日本玩具博物館が地元の職人の協力を得て4種類を復刻したが2014年に途絶えた。その後2015年に、神戸市で人形劇工房を営む作家が制作を再開した。

## 名称
初期は、ろくろ首や鬼のような姿から「お化け人形」、また布引の滝で売られたことから「布引人形」と呼ばれた。「神戸人形」の名は皇室の買い上げを契機に次第に定着した。

## 種類
箱に乗ったもので代表的な作品は「西瓜喰（すいかくい）」「酒呑み（さけのみ）」。
長箱タイプのものに「夕涼みのお化け」など。
箱に乗っていない物も多くある。人力車、舟型、直立フィギュア風など。

## 主な作者・ブランド
名前が判明している作者以外にも多くの作り手がいたと思われるが、記録が残っておらず詳細不明な作品が多い。
確実にわかっている作家は以下の通り。（時代順）
- 野口百鬼堂 - 神戸人形の始祖と言われる。ツゲの木肌のお化け性が強い作品が多く残されている。奇人としても知られた「長田の春さん」と同一人物とされている[4]が詳細は不明。
- 出崎房松 - 1902年～1907年（明治35年～40年）頃、花隈町にて製作を始める。従来のものよりスムーズに動く「てこ」の仕掛けを考案した[6]。
- 小田太四郎 - 出崎房松に人形の製作技術を学び兵庫区上沢通で製作を行った[6]。黒い人形を多く作り「神戸人形」として確立。写真カタログで受注生産し、海外に多く輸出されていた。1935年（昭和10年）時点で100種あまりのバリエーションがあり、そのうち50種がギミック付きの活動人形で、天皇陛下に献上されたのも小田の作品[11]。日露戦争で負傷した傷痍軍人で[12]第二次大戦後まもなく疎開先の岡山県で亡くなるまで約40年間ひたすら製作を続け[2]、神戸人形の名人芸と呼ばれた[6]。
- 数岡雅敦 - 加古川市尾上町で土産物の製造を行っていたが[10]、廃絶した神戸人形を昭和30年すぎに[2]復刻。研究過程で小田太四郎の奥さんを訪問し、人形について色々なことを教わる。1988年（昭和63年）時点で約400種、月産30個程度を生産[6]。多くの作品に「喜八」の銘が入っている。
- キヨシマ屋 - 元町商店街にあった創業1890年（明治23年）の玩具店。当初は小田製などの人形を販売していたが、戦後の復刻の流れに参加。以降店主が製造販売する。
- 神戸センター - 三宮センター街にあった1918年（大正7年）創業[13]の民芸品店。当初は数岡製の人形を販売していたが生産が需要に応じきれず、1970年代中頃から[8]奈良の木工作家に依頼して自社製の人形を販売した。
- ウズモリ屋 - 2015年より製造販売。夫婦で工房を運営していたが、2024年2月に夫の吉田太郎が亡くなり、妻の守津綾が後を受け継いだ[14]。